# La forza dell'amore 2
La forza dell'amore 2 è un album di Eugenio Finardi pubblicato nel 2001.

## Descrizione
L'album contiene alcuni dei pezzi più famosi di Eugenio Finardi ed i seguenti brani mai pubblicati: 
- I giardini di marzo, cover di Lucio Battisti
- Ciao amore ciao, cover di Luigi Tenco
- La forza dell'amore 2001

## Tracce
1. La forza dell'amore – 4:26
2. Qualcosa in più – 4:55
3. I giardini di Marzo – 5:41
4. Le donne di Atene – 4:55
5. Laura degli specchi – 3:42
6. Il vento di Elora* – 3:49
7. Trappole – 3:27
8. Vil Coyote – 3:52
9. Musica desideria – 3:44
10. Uno di noi – 4:09
11. Mio cucciolo d'uomo – 5:04
12. Favola – 3:15
13. Paura di amare – 3:53
14. Accadueo – 4:13
15. Ciao amore, ciao – 4:12
16. Amami Lara – 4:01
17. Dal blu – 3:43
18. La forza dell'amore versione 2001 – 4:29

*versione più corta rispetto all'album del 1989.